# 安東尼·馬斯亞
安東尼·喬仁·馬斯亞（法語：Anthony Jordan Martial；1995年12月5日—）是一名法國職業足球員，司職前鋒，現時效力AEK雅典及法國國家足球隊。

## 早期生活
马夏尔是瓜德羅普人的后裔。他的哥哥约翰是一个职业后卫，曾代表法国队达到 20 岁以下的级别。他还有另一位哥哥多利安，他是来斯乌利斯高级队队长。婚姻家庭高度重视子女的教育。他的青年教练把他描述为一个害羞和安静的人。马夏尔是罗马天主教徒。

## 職業生涯

### 摩纳哥
摩纳哥于2013年从里昂将馬斯亞以500万欧元的价格购入。他总共为摩纳哥上场70次，总计打入15粒进球。

### 曼联
2015年9月2日，英超豪门曼联以總價6000万欧元簽下19岁的馬斯亞（5000万欧元+1000万欧元附加条款），也让他成为當时足坛史上最贵的20岁以下球员。双方将签约4年，合同中还含有续约1年的条款。
来到曼联后的首场比赛是在英超聯賽主場對戰利物浦的賽事，他65分鍾入替桑·馬達，並帮助曼联打入锁定胜局的一球，以3 : 1擊敗利物浦。。随后又於作客對戰修咸頓的賽事中梅開二度，以3 : 2 擊敗修咸頓。他榮膺队内9月最佳球員，並於12月獲頒歐洲金童獎。
2015/16年赛季结束时，他为曼联攻入17球并有8次助攻，成为队内的最佳射手，并帮助球队获得了2015/16赛季的英格兰足总杯冠军。
2016年及2017年夏天，瑞典神鋒兹拉坦·伊布拉希莫维奇及比利時中鋒羅美路·盧卡古分別加盟曼聯令他原本的9號球衣歸他們所有，加上馬斯亞大部分時間都出任翼鋒，故此這令到他在往後三個球季的入球數量減少。2019年1月3日，曼联与马夏尔续约至2024年，合同中还含有续约1年的条款。
在2019－2020的球季，由於盧卡古轉投國際米蘭，令他重奪9號球衣及能夠出任他最擅長的中鋒，令他的表現有所進步。他合共上陣41場，攻入21球。其中在6月24日主場對錫菲聯的聯賽中完成帽子戲法，成為後費格遜時代首位在聯賽完成帽子戲法的球員。

#### 西維爾
2022年1月25日，马夏尔被租借到西甲球隊西維爾直到赛季结束。

### AEK雅典
2024年9月18日，马夏尔與希臘超級聯賽球隊AEK雅典簽訂了一份為期三年的合約。2024年10月30日，他在希臘盃16強1-0擊敗阿里斯的比賽中打進首個入球。

## 人物评价
- 法国队主教练德尚：“馬斯亞拥有良好的速度和力量并能把两者结合起来，虽然他很年轻，但放眼世界足坛，具备像他一样速度和力量的球员并不多见。”[14]
- 前曼联，法国国家队队友舒尼達連：“馬斯亞一直很惊人，他的脑袋很聪明。他是一名出色的球员，也会有一个光明的未来。他有技术和实力来为队友拉开空间，他也可以为我们的前锋线提供帮助，我们只需要对他保持耐心即可。”[15]

## 生涯統計

### 球會
最後更新：2016年7月21日
| 球會     | 球季     | 聯賽     | 聯賽 | 聯賽 | 盃賽 | 盃賽 | 聯賽盃 | 聯賽盃 | 歐洲賽 | 歐洲賽 | 合計 | 合計 |
| 球會     | 球季     | 联赛級別 | 出場 | 入球 | 出場 | 入球 | 出場   | 入球   | 出場   | 入球   | 出場 | 入球 |
| -------- | -------- | -------- | ---- | ---- | ---- | ---- | ------ | ------ | ------ | ------ | ---- | ---- |
| 里昂     | 2012–13  | 法甲     | 3    | 0    | 0    | 0    | 0      | 0      | 1      | 0      | 4    | 0    |
| 里昂     | 合計     | 合計     | 3    | 0    | 0    | 0    | 0      | 0      | 1      | 0      | 4    | 0    |
| 摩納哥   | 2013–14  | 法甲     | 11   | 2    | 3    | 0    | 1      | 0      | 0      | 0      | 15   | 2    |
| 摩納哥   | 2014–15  | 法甲     | 35   | 9    | 3    | 1    | 3      | 2      | 7      | 0      | 46   | 12   |
| 摩納哥   | 2015–16  | 法甲     | 3    | 0    | 0    | 0    | 0      | 0      | 4      | 1      | 7    | 1    |
| 摩納哥   | 合計     | 合計     | 49   | 11   | 6    | 1    | 4      | 2      | 11     | 1      | 68   | 15   |
| 曼聯     | 2015–16  | 英超     | 31   | 11   | 7    | 2    | 2      | 1      | 9      | 3      | 49   | 17   |
| 曼聯     | 合計     | 合計     | 31   | 11   | 7    | 2    | 2      | 1      | 9      | 3      | 49   | 17   |
| 生涯合計 | 生涯合計 | 生涯合計 | 82   | 22   | 13   | 3    | 6      | 3      | 21     | 4      | 123  | 32   |

## 榮譽

### 球會
曼聯
- 英格蘭足總盃冠军：2015–16、2023–24
- 英格蘭社區盾冠军：2016
- 英格兰联赛盃冠军：2016–17、2022–23
- 歐霸盃冠军：2016–17

### 國家隊
法國
- 歐洲足協國家聯賽冠军：2020–21

### 個人
- 歐洲金童獎: 2015

## 外部連結
- Soccerway資料庫：安東尼·馬斯亞